# Brindleyite
Pour les articles homonymes, voir Brindley.
La brindleyite est une serpentine du groupe de la kaolinite et souvent retrouvée en veinules dans cette même kaolinite.

## Inventeur et étymologie
En l'honneur du Dr Georges William Brindley (1905-1983), approuvé en 1978 par l'IMA.

## Synonymes
- Nimesite

## Gîtologie
Dépôt sur de l'argile et veinules coupant la kaolinite, dans des karsts et développé sur base de bauxites.